# جولیو برشی
جولیو برشی (ایتالیایی: Giulio Bresci; ۱۹ نوامبر ۱۹۲۱ – ۸ اوت ۱۹۹۸) دوچرخه‌سوار اهل ایتالیا بود.